# Кашгари, Хамза
Хамза Кашгари (араб. حمزة كاشغري حمزة كاشغري‎) — саудовский журналист, поэт, блогер из города Джидда. В 2012 году был обвинён в оскорблении Мухаммеда из-за трёх сообщений в Твиттере. Пытался получить политическое убежище в Новой Зеландии. Был депортирован из Малайзии, куда он был вынужден сбежать, и на данный момент находится под арестом.

## Биография
По информации Gulf News, Хамза Кашгари родился в семье туркестанцев, уйгуров-выходцев из Кашгара.
Хамза Кашгари работал обозревателем в Аравийском издательстве Аль-Билад (араб. البلاد‎). 7 февраля в «Аль-Билад» заявили о том, что они уволили Кашгари пятью неделями ранее «из-за несоответствия его взглядов с газетой».
Хамза Кашгари в своем микроблоге в Твиттере опубликовал сообщение, которое посчитали оскорблением в адрес пророка Мухаммада. Это сообщение собрало более 30 тыс. комментариев, причем некоторые из них содержали угрозы в адрес Кашгари. Мусульманские священнослужители осудили высказывания блогера и назвали этот поступок богохульством.

## Сообщения в твиттере
По случаю мавлида 4 февраля 2012 г. блогер трижды обратился в своём Твиттере к пророку Мухаммеду:
- «На твой день рождения, я скажу тебе, что всегда любил в тебе бунтовщика, ты всегда был для меня источником вдохновения, и мне не нравится ореол божественности вокруг тебя. Я не желаю тебе кланяться».
- «На твой день рождения, я нашел, как к тебе обратиться. Я скажу, что любовь к тебе нередко порождает ненависть к другим, и ещё многое другое мне не понятно».
- «На твой день рождения, я не буду подчиняться тебе. Не буду целовать твою руку. Я готов пожать её как равному, и улыбнуться тебе, как ты улыбаешься мне. Я буду говорить с тобой как друг, и не более».

А по данным AFP, Кашгари написал: «Есть много вещей, которые мне в тебе нравились, есть много вещей, которые я ненавидел, и есть многое в тебе, чего я не понимаю. Я не буду тебе молиться». («I have loved things about you and I have hated things about you and there is a lot I don’t understand about you. I will not pray for you»).
После этого Кашгари извинился перед читателями за свои высказывания и удалил скандальное сообщение. Однако угрозы в его адрес продолжились, и он решил скрыться.
Кашгари описал свои намерения акцентируя на правах человека:
«Я считаю, что действовал не выходя за рамки, но как свободный! Я действовал основываясь на своих правах, как человека, не больше. Свобода слова и мысли! Это всё не напрасно. Я стал просто козлом отпущения на фоне основного конфликта. И есть много людей, подобных мне, в Саудовской Аравии, которые борются за свои права.»
Кашгари так же говорил о правах женщин в Саудовской Аравии заявляя, что саудовские женщины «не попадут в ад», потому что это невозможно дважды.

## Депортация и арест

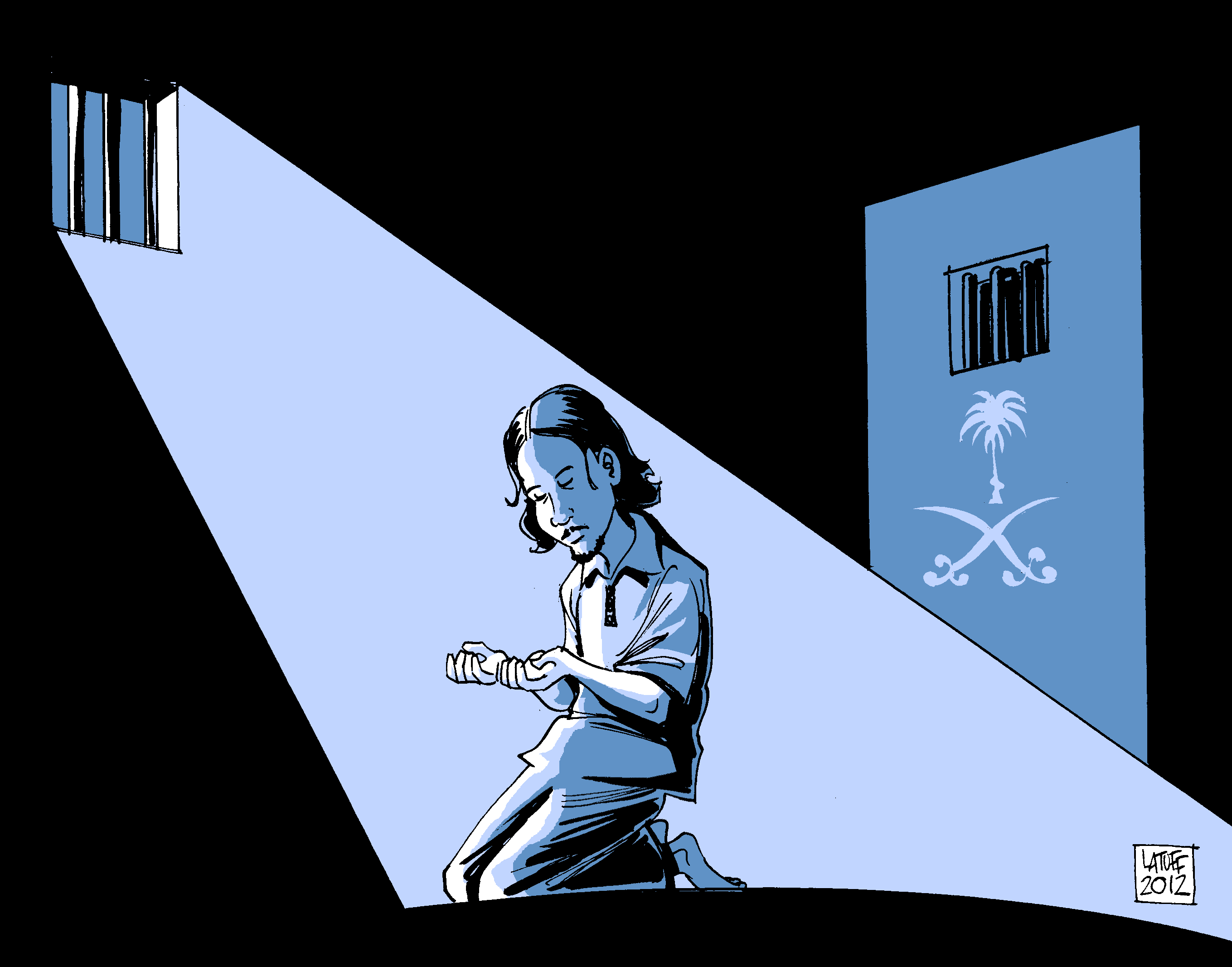
Заключённый Хамза Кашгари в изображении бразильского художника Карлоса Латуффа.

Он стал объектом полемики после обвинения в оскорблении исламского пророка Мухаммеда, в трёх коротких сообщениях, опубликованных в Твиттере. Король Саудовской Аравии приказал арестовать Кашгари «за отступничество и оскорбления религиозных верований, Аллаха и Его Пророка».
Кашгари выехал из Саудовской Аравии, с целью получить убежище в Новой Зеландии, но 12 февраля 2012 года был депортирован из Куала-Лумпура (Малайзия) обратно в Саудовскую Аравию, по приказу короля Абдаллы ибн Абдул-Азиза Аль Сауда.
Кашгари заявил, что хочет подать прошение о политическом убежище в Новой Зеландии. По данным телеканала «Аль-Арабия» 7 февраля он покинул Саудовскую Аравию, в ответ на это король Саудовской Аравии Абдулла приказал арестовать Кашгари, и он был задержан 9 февраля в Международном аэропорту Куала-Лумпур в Малайзии.
10 февраля адвокат Кашгари, Мухаммад Мухаммад Нур, заявил, что Малайзия не имеет необходимого договора с Саудовской Аравией и экстрадиция была незаконной так как было решение суда о запрете на экстрадицию, но силовики выдали Кашгари в обход постановления.
В итоге, Кашгари был депортирован обратно в Саудовскую Аравию. Он был арестован в Эр-Рияде в ночь на 12 февраля.
«Если власти Малайзии передадут Хамзу Кашгари в Саудовскую Аравию, они будут ответственны за возможное насилие над ним», — заявил Хассиба Хадж Сахрауи, представитель Amnesty International на Ближнем Востоке.

## Действия правозащитников
Россияне принимают активное участие в спасении арабского блогера Хамзы Кашгари, которому грозит смертная казнь за «непочтительные слова» об исламском пророке Мухаммеде. В соцсети «Вконтакте» была создана группа, члены которой собирали подписи под петицией в защиту Кашгари.
За Кашгари уже вступились многие международные организации, в том числе Amnesty International, которая признала его узником совести, однако пока это никак не облегчило его судьбу. Эксперты полагают, что если мировая общественность не привлечет беспрецедентного внимания к этому делу, то блогер неминуемо будет казнен. Суд и исполнение приговора, как обещают, будут показательными.
В защиту блогера выступила группа Anonymous, начав распространение ролика в котором призывает поддержать Хамзу Кашгари и присоединиться к демонстрации перед посольством Королевство Саудовская Аравия в Берлине.

## Дальнейшая судьба
По данным газеты Arab News, Кашгари было предъявлено обвинение в богохульстве, за что полагается смертная казнь. Human Rights Watch считало, что он должен быть обвинен в отступничестве.
В октябре 2013 года Кашгари сообщил в Твиттере о своём освобождении.